# Skiffersydhake
Skiffersydhake (Melanodryas cyanus) är en fågel i familjen sydhakar inom ordningen tättingar.

## Utbredning och systematik
Skiffersydhake delas in i tre underarter med följande utbredning:
- cyanus – förekommer på nordvästra Nya Guinea, (Vogelkop Mountains)
- atricapilla – förekommer i bergstrakter på nordöstra och centrala Nya Guinea
- subcyana – förekommer i centrala höglanderna och bergstrakter på sydöstra Nya Guinea och Huonhalvön

## Status
Arten har ett stort utbredningsområde och beståndet anses vara stabilt. Internationella naturvårdsunionen IUCN listar den därför som livskraftig (LC).